# Carsia sororiata
Carsia sororiata is een vlinder uit de familie van de spanners (Geometridae).
De spanwijdte varieert tussen 20 en 30 millimeter. 
De soort komt voor in het noorden van het Palearctisch en Nearctisch gebied, maar niet in Nederland en België.
De waardplanten voor deze soort zijn bosbessen en Rubus arcticus.